# بورلی مارش
بورلی مارش (به انگلیسی: Beverly Marsh)، یک شخصیت خیالی داستانی و یکی از پروتاگونیست‌های اصلی رمان ترسناک آن (۱۹۸۶) است که توسط استیون کینگ خلق شده‌است. بورلی دختر نوجوانی است که در فقیرترین بخش از شهر دری در ایالت مین آمریکا زندگی می‌کند. بورلی اصلاً اوضاع خانوادگی و اجتماعی خوبی ندارد؛ مادرش مدت‌ها پیش مرده و پدرش که یک دائم‌الخمر است نیز از وی سوءاستفاده جنسی می‌کند و در مدرسه نیز مدام مورد حمله و تهمت از سوی دانش‌آموزان قرار می‌گیرد. بورلی، اوقات خوش را تنها با اندک دوستان صمیمی خود می‌گذراند که به باشگاه بازندگان شهرت دارند. در دوران بزرگسالی، بورلی تبدیل به یک طراح مد موفق می‌شود و برای نبرد آخر با دشمن دیرینه گروه، یعنی پنی‌وایز به شهر دری بازمی‌گردد.
در اقتباس‌های صورت گرفته از رمان آن، افراد مختلفی در نقش بورلی مارش قرار گرفته‌اند. در نسخه مینی‌سریال ۱۹۹۰، امیلی پرکینز و انت اوتول به ترتیب در نقش نوجوانی و بزرگسالی وی ظاهر شدند. در اقتباس سینمایی ۲۰۱۷ و دنباله آن در سال ۲۰۱۹، سوفیا لیلیس در نقش نوجوانی و جسیکا چستین در نقش بزرگسالی بورلی مارش قرار گرفتند.